# Nesaulax greeni
Nesaulax greeni är en stekelart som först beskrevs av Cameron 1905.  Nesaulax greeni ingår i släktet Nesaulax och familjen bracksteklar. Inga underarter finns listade i Catalogue of Life.